# John Patitucci
John Patitucci (ur. 22 grudnia 1959 w Nowym Jorku) – amerykański muzyk i kompozytor, basista oraz kontrabasista jazzowy.

## Życiorys
Patitucci jest Amerykaninem włoskiego pochodzenia, urodził się w Brooklynie (dzielnicy Nowego Jorku). Jego zdolności muzyczne ujawniły się wcześnie: zaczął grać na gitarze basowej gdy miał dziesięć lat, a w wieku lat 12 zaczął komponować i występować. W piętnastym roku życia opanował grę na gitarze akustycznej, a rok później na fortepianie. Po przeniesieniu się na zachód Stanów Zjednoczonych, podjął naukę w San Francisco State University i State University w Long Beach, gdzie uczył się gry na kontrabasie. Na początku lat 80. mieszkał i pracował w Los Angeles, grając często zarówno jako muzyk studyjny jak i podczas różnego rodzaju koncertów. Talent i wytężona praca sprawiły, że szybko zdobył uznanie i popularność. Jego kariera trwa już ponad trzy dekady. Gra na kontrabasie i gitarze basowej (zwykle na gitarze basowej Yamaha, której dwa modele sygnowane są jego nazwiskiem). Często pracuje jako aranżer, jest też producentem płyt swoich oraz innych artystów.
Jego artystyczna wrażliwość, muzyczna wyobraźnia oraz specyfika gry i uzyskiwanego brzmienia dały mu miejsce w pierwszym rzędzie twórców nowoczesnego jazzu (w tym i jego brazylijskiego nurtu) i sprawiły, że wywiera wpływ również na muzykę pop, a nawet na zespoły grające muzykę poważną.
Mieszka w Nowym Jorku z żoną Sachi, która jest wiolonczelistką i córkami: Gracie i Izabellą.

## Koncerty, nagrania i kompozycje
Patitucci wydał trzynaście albumów jako lider-solista. Oprócz tego jego nazwisko widnieje na albumach wielu innych artystów, bo zapraszali go do studia bluesmani, jazzmani i gwiazdy muzyki pop: B.B. King, Carole King, Bonnie Raitt, Joanne Brackeen, muzycy grupy Harvest, Wayne Shorter, Herbie Hancock, Michael Brecker, John Abercrombie, George Benson, Dizzy Gillespie, Was Not Was, Roby Duke, Dave Grusin, Natalie Cole, Bon Jovi, Queen Latifah, Sting i Carly Simon.
Grał też ze znanymi artystami brazylijskimi. Byli wśród nich Astrud Gilberto i Joao Gilberto, Ivan Lins, Milton Nascimento, Dori Caymmi, Joao Bosco, Airto Moreira i Flora Purim. Współpracował również z takimi kompozytorami muzyki filmowej jak: Jerry Goldsmith, Ry Cooder, Henry Mancini, Mark Isham czy John Williams. Został wybrany jako basista do zespołu prowadzonego przez założycieli wytwórni GRP Dave’a Grusina i Larry Rosena: GRP All-Star Big Band.
Występuje i nagrywa z zespołami tworzonymi przez siebie – np. The John Patitucci Quartet, albo też zostaje członkiem grup, których liderami są inni muzycy: Chick Corea (Chick Corea's Elektric Band and Akoustic Band), Herbie Hancock, Wayne Shorter, Stan Getz, Wynton Marsalis, Joshua Redman, Randy Brecker, Freddie Hubbard, Mulgrew Miller, Tony Williams, Hubert Laws, Danilo Pérez, John Scofield i Roger Waters.
Komponuje dla siebie i dla innych wykonawców: m.in. dla zespołów Elements (to kwartet smyczkowy), Absolute Ensemble i Ethel Ensemble, a dla włoskiej orkiestry kameralnej w Pescarze napisał utwór na sześciostrunową basową gitarę elektryczną i orkiestrę smyczkową (premierowe wykonanie we Włoszech w marcu 1995, z Patituccim jako solistą, a w sierpniu w Tokio przez New Japan Philharmonic Orchestra).
W 1998, wraz z Danilo Perezem na fortepianie, Patitucci tworzył Trio Roya Haynesa, które nagrało wysoko ocenioną przez krytyków płytę i objechało niemal cały świat podczas trasy koncertowej.
W 2000 odnawia kontakt z Wayne’em Shorterem i – będąc w składzie jego kwartetu (wraz z Danilo Perezem i Brianem Blade’em) – powtarza światową trasę latem 2001. I znów rezultatem tournée była nowa płyta koncertowa: Footprints Live, nominowana do Grammy (natomiast studyjne już nagrania kwartetu, z 2003, czyli album Alegria był już nie tylko w gronie nominowanych ale i zdobywców Grammy).
Kolejne tournée, tym razem po Stanach Zjednoczonych, odbył Patitucci jesienią 2001, jako członek kwintetu złożonego z samych gwiazd. Direction in Music, czyli lider Herbie Hancock oraz Michael Brecker, Roy Hargrove, Brian Blade i John Patitucci zarejestrowali swe koncerty na płycie Live at Massey Hall i zdobyli tą płytą nagrodę Grammy.
W styczniu 2003, zaproszony przez Michaela Breckera, pracował wraz z innymi nad nagraniem płyty Wide Angles (ten album Breckera zdobył nagrodę Grammy).
Również w 2003 poproszono Patitucciego, by napisał utwór, który wraz z jemu podobnymi, ale komponowanymi przez innych muzyków, złożył się na całość nazwaną „Snapshots”, a wykonywaną przez kwartet smyczkowy Elements.
W styczniu 2004 w Paryżu, w ramach tygodnia koncertów różnych formacji muzycznych Kwartet Wayne’a Shortera (z Patituccim) występował wraz z orkiestrą symfoniczną z Lyonu (pod dyr. Davida Robertsona). Kolejne występy na żywo to: letnia trasa koncertowa po Europie ze sformowanym ponownie zespołem Chicka Corei, później – już w Stanach Zjednoczonych, w Detroit – udział w koncercie w Orchestra Hall znanego pianisty Kenny Barrona, na terenie uczelni artystycznej Concordia College w koncercie muzyki kameralnej, gdzie m.in. z grającym na altówce Lawrence’em Duttonem wykonywał utwory Bacha i Mendelssohna. Oprócz tego Patitucci występował: ze swoim własnym zespołem, z John Scofield Trio i grupą, utworzoną przez Roya Haynesa – Birds of a Feather (z Kennym Garrettem, Nicholasem Paytonem i Davidem Kikoskim). W tym samym roku basista towarzyszył w studiu nagrań pianiście Hankowi Jonesowi. Zaprosił go również do studia Herbie Hancock oraz producenci tworzący ścieżkę dźwiękową do filmu „The Manchurian Candidate” (z Denzelem Washingtonem).
W 2005 Patitucci nagrywał i koncertował z Jackiem DeJohnette’em, Danilo Perezem, Steve’em Khanem i ponownie z Hankiem Jonesem i Kennym Barronem. Po raz kolejny wziął udział w koncertach w Concordia College, wykonując utwór „Gardens and Pools”, skomponowany dla zaprzyjaźnionego z basistą Larry’ego Duttona. Dla Bridge Records nagrywał „Dialogues with the Double Bass” ze swym przyjacielem, także basistą, Jeremym McCoyem oraz orkiestrą Metropolitan Opera.
Kontynuując współpracę z Wayne Shorter Quartet, występował z nim m.in. w Carnegie Hall podczas JVC Jazz Festival oraz nagrał kolejną płytę zatytułowaną Beyond the Sound Barrier. W 2006 album ten zdobył nagrodę Grammy w kategorii Best Jazz Instrumental Album. Realizując własne projekty sformował trio z gitarzystą Adamem Rogersem i zmieniającymi się perkusistami, którymi byli Brian Blade, Clarence Penn i Nasheet Waits.

## Nagrody i inne formy uznania
Zdobył dwie nagrody Grammy: za wykonanie i za kompozycję, a piętnastokrotnie był wśród nominowanych. Nagrodę tę otrzymywały też zespoły, których był członkiem lub płyty, w nagraniu których wziął udział.
Jego pierwszy solowy album John Patitucci doszedł do pierwszego miejsca na listach Billboard Jazz.
W 1986 roku przez członków National Academy of Recording Arts and Sciences (NARAS) został wybrany, jako kontrabasista, MVP („najbardziej wartościowym muzykiem”). Zdobył pierwsze miejsce w ankietach: Guitar Player Magazine (Najlepszy kontrabasista jazzowy w 1992, 1994 i 1995 roku) oraz ankietach czytelników Bass Player Magazine (Najlepszy kontrabasista jazzowy w 1993, 1994, 1995 i 1996 roku).
Był jurorem podczas 8. edycji Independent Music Awards, promujących i doceniających osiągnięcia muzyków niezależnych.
W 1999 był główną postacią międzynarodowego spotkania basistów (International Society of Bassists).

## Działalność pedagogiczna
Wykładał w szkołach muzycznych wielu krajów, był dyrektorem artystycznym Bass Collective, szkoły dla basistów w Nowym Jorku. Współpracuje także z Thelonious Monk Institute of Jazz, a w 2000 uczestniczył w programie nauki jazzu w Waszyngtonie (Betty Carter Jazz Ahead). W 2003 r. został mianowany profesorem City College of New York (Jazz Studies).

## Dyskografia
- John Patitucci (1987)
- On the Corner (1989)
- Sketchbook (1990)
- Heart of the Bass (1991)
- Another World (1993)
- Mistura Fina (1995)
- One More Angel (1996)
- Now (1998)
- Imprint (2000)
- Communion (2001)
- Songs, Stories & Spirituals (2003)
- Line by Line (2006)
- Remembrance (2009)